# Калиновка (Новозыбковский район)
Калиновка — поселок в Новозыбковском городском округе Брянской области.

## География
Находится в западной части Брянской области на расстоянии приблизительно 7 км на север-северо-запад по прямой от районного центра города Новозыбков.

## История
Упоминался с 1930-х годов как поселок Калинина. До 2019 года входил в состав Халеевичского сельского поселения Новозыбковского района до их упразднения.

## Население
Численность населения: 31 человек в 2002 году (русские 97 %), 2 в 2010.